# Магніторідинні ущільнення
Магніторідинні ущільнення (МГУ) — (англ. Ferrofluidic seal) це рідинне ущільнення валів у механічних пристроях, у якому роль ущільнювального елемента виконує магнітна рідина, що утримується у місці ущільнення за допомогою магнітного поля. Магніторідинні ущільнення застосовують у пристроях для герметизації валів, які передають обертальний рух, шляхом створення фізичного бар'єру у формі кільця магнітної рідини. Магнітна рідина утримується на місці за допомогою постійного магніту.
Ferrofluidic (укр. Ферофлуідік) — бренд і торгова марка магніторідинних ущільнень, що виробляються «Ferrotec Corporation» (укр. корпорацією Ферротек).

## Особливості роботи МГУ
Магніторідинні ущільнення найчастіше застосовують в ущільнювачах прохідних і приводних валів механічних об'єктів і, окрім ущільнення, також включають вал, підшипник(и) кочення і зовнішній корпус.
Підшипник призначений для центрування вала у отворі корпуса та у кільці магнітної рідини і сприймає механічні навантаження. Єдиними механічними деталями, які зношуються, є підшипники.
Магніторідинні динамічні ущільнення являють собою кільця поляризованої у магнітному полі рідини на основі олив, які утримуються полем у зазорі між валом і корпусом і практично не створюють моменту тертя у вузлі обертання, а тому фактично не зношуються. Рідинні ущільнювачі забезпечують найвищу ефективність ущільнювання і мають наднизьку проникну здатність речовин через ущільнення. Магнітна рідина практично не витікає із ущільнення, не вимагає електроживлення для підтримування чи відновлювання магнітних властивостей, а тому МГУ практично не потребують обслуговування. Термін служби і міжремонтні інтервали зазвичай дуже тривалі.
МГУ можуть стабільно працювати в умовах надвисокого розрідження (нижче 10−8мбар) з однієї сторони ущільнення, дуже високих температур (більше 1000 °C), та за високих частот обертання валів (до десятків тисяч об/хв.) і в умовах підвищеного тиску (до декількох атмосфер) — з іншої сторони ущільнення.

## Застосування МГУ
МГУ спочатку розроблялися для космічних проектів, хоча пізніше знайшли застосування і в промисловості. Найбільш типовим застосуванням є ущільнення приводів вакуумного технологічного обладнання та обладнання із високими ступенями пилозахисту:
- захист від пилу:
  - комп'ютерні жорсткі диски;
  - технологічне обладнання виробництв із високими ступенями захисту від пилу;
- вакуумне обладнання для:
  - іонного легування;
  - CVD;
  - PVD;
  - виробництва кремнієвих монокристалів та ін.

МГУ також застосовуються в біотехнології, фармацевтиці, косметології. Надійність і високий рівень герметичності МГУ робить їх все більш популярними і привабливими для процесів з високими вимогами до стерильності. Це виробництво вакцин, медичних препаратів, препаратів крові.
Магнітні рідкі ущільнення розроблені для широкого діапазону застосувань, середовищ та умов експлуатації, але, як правило, обмежені герметизацією газів і парів, а не безпосередньою герметизацією рідин під тиском. 
Кожна конкретна комбінація конструкційних матеріалів і особливостей має практичні обмеження з огляду на температуру, перепад тисків, швидкість, прикладені навантаження та робоче середовище. Однак, як правило, ці обмеження можуть бути подолані шляхом ретельного вибору або проектування пристроїв для конкретних цілей. Необхідні функції можуть досягатися за рахунок застосування декількох кілець МГУ, водяного охолодження, оригінальних конструкційних матеріалів, включаючи метали, матеріалів постійних магнітів (наприклад, полімерів) і магнітних рідин та нестандартних підшипників. Ущільнення на основі магнітної рідини забезпечують надзвичайно високі ступені герметизації і низьку проникну здатність, які практично неможливо виміряти за допомогою лабораторного устаткування, хоча вони не можуть досягти рівня герметичності зварних з'єднань чи інших суцільнометалевих з'єднань, які є статичними (такими, що не обертаються) ущільненнями.

## Дивись також
- Ущільнювач
- Феромагнітна рідина